# Renyers
La Casa dels Renyers (Régnier) o primera casa d'Hainaut fou una nissaga de la noblesa lotaríngia propera dels carolingis (emparentada per l'enllaç entre el primer renyer, Gislebert de Maasgau, i Emengarda, filla de l'emperador Lotari I. El fill de Gislebert, Renyer I fou el primer comte d'Hainaut i conseller del rei de Lotaríngia Zuentibold; va tenir dos fills, Gislebert, duc de Lotaríngia, i Renyer II, comte d'Hainaut. Gislebert va morir durant una revolta però Renyer fou l'ancestre d'una línia de comtes d'Hainaut.
Renyer III es va revoltar diverses vegades contra els reis de Germània, i va ser exiliat a Bohèmia mentre la seva família es va refugiar a la cort del rei de França; un cadet va fundar la casa de Montfort-l'Amaury, però els dos fills més grans de Renyer III, van poder recuperar els feus del seu pare: Renyer IV va governar Hainaut i el seu germà Lambert Lovaina.
La branca major es va extingir el 1093 amb Roger d'Hainaut, bisbe de Châlons sur Marne.
La branca de Lovaina va rebre el ducat de Baixa Lotaríngia que va esdevenir el ducat el Brabant. Aquesta branca es va extingir al Brabant el 1406. Una branca cadet dels ducs de Brabant va subsistir en els landgravis i després grans ducs de Hessen, considerats els darrers descendents dels Renyers.

## Genealogia
```
Gislebert
, comte de Maasgau X Ermengarda, filla de 
Lotari I

│
├──>
Renyer I
 (850 † 915), comte d'Hainaut
│ X Alberada 
│ │
│ ├──>
Gislebert
 († 939), comte de Maasgau, després duc de Lotaríngia
│ │ X 928 
Gerberga de Saxònia
 (915 † 984)
│ │ │
│ │ ├──>Enric († 944)
│ │ │
│ │ ├──>Alberada
│ │ │ X 
Renald
, 
comte de Roucy

│ │ │
│ │ ├──>Hedwigis
│ │ │
│ │ └──>Gerberga
│ │ X 
Albert el Pilós
 († 987), 
comte de Vermandois

│ │
│ ├──>
Renyer II
, comte d'Hainaut
│ │ │
│ │ ├──>
Renyer III
, comte d'Hainaut
│ │ │ │
│ │ │ ├──>
Renyer IV
 († 1013), comte de Mons
│ │ │ │ X Hedwigis de França
│ │ │ │ │
│ │ │ │ ├──>
Renyer V
 († 1039), comte de Mons
│ │ │ │ │ X 1015 Matilde de Verdun
│ │ │ │ │ │
│ │ │ │ │ └──>
Herman
 († 1051), comte d'Hainaut
│ │ │ │ │ X Riquilda d' Egisheim
│ │ │ │ │ │
│ │ │ │ │ ├──>
Roger
 (†1093), 
bisbe de Châlons sur Marne

│ │ │ │ │ │
│ │ │ │ │ └──>una filla que es va fer monja
│ │ │ │ │
│ │ │ │ └──>Beatriu
│ │ │ │ X 1) 
Ebles I
, 
comte de Roucy

│ │ │ │ X 2) Manassès de Ramerupt
│ │ │ │
│ │ │ └──>
Lambert I
, (950 † 1015), 
comte de Lovaina

│ │ │ X 994 Gerberga de Lotaríngia (975 † 1018)
│ │ │ │
│ │ │ ├──>
Enric
 († 1038), comte de Lovaina
│ │ │ │ │
│ │ │ │ ├──>
Otó
 († 1040), comte de Lovaina
│ │ │ │
│ │ │ ├──>
Renyer de Lovaina

│ │ │ │ X filla de 
Balduí IV de Flandes

│ │ │ │
│ │ │ └──>
Lambert II
 († 1054), comte de Lovaina
│ │ │ X Oda de Verdun
│ │ │ │
│ │ │ ├──>
Enric II
, (1020 † 1078), comte de Lovaina
│ │ │ │ X Adela
│ │ │ │ │
│ │ │ │ ├──>
Enric III
 († 1095), comte de Lovaina, landgravi de Brabant
│ │ │ │ │ X Gertruda de Flandes (1080 † 1117)
│ │ │ │ │
│ │ │ │ ├──>
Godofreu I
 (1060 † 1140), comte de Lovaina, landgravi de Brabant i duc de Baixa Lotaríngia
│ │ │ │ │ X 1) Ida de Chiny (1078 † 1117)
│ │ │ │ │ X 2) 1120 
Clemència de Borgonya
 († 1133)
│ │ │ │ │ │
│ │ │ │ │ ├─1>
Godefroy II
 (1107 † 1142), comte de Lovaina, landgravi de Brabant i duc de Baixa Lotaríngia
│ │ │ │ │ │ X Lutgarda de Sulzbach (1109 † 1163)
│ │ │ │ │ │ │
│ │ │ │ │ │ └──>
Godofreu III
 (1140 † 1190), comte de Lovaina, landgravi de Brabant i duc de Baixa Lotaríngia
│ │ │ │ │ │ │
│ │ │ │ │ │ └──> Descendència: ducs de Brabant 
│ │ │ │ │ │
│ │ │ │ │ ├─1>Adela († 1151)
│ │ │ │ │ │ X 1) 
Enric I d'Anglaterra
 (1070 † 1135)
│ │ │ │ │ │ X 2) 
Guillem d'Aubigny
 († 1176), comte d'
Arundel
 i de 
Lincoln (Anglaterra)

│ │ │ │ │ │
│ │ │ │ │ ├─1>Ida
│ │ │ │ │ │ X 
Arnold I
, 
comte de Clèveris

│ │ │ │ │ │
│ │ │ │ │ ├─1>Clarissa
│ │ │ │ │ │
│ │ │ │ │ ├─1>Enric, monjo
│ │ │ │ │ │
│ │ │ │ │ └─2>Gosuí o Josselí
│ │ │ │ │ │
│ │ │ │ │ └──> 
senyors de Percy

│ │ │ │ │
│ │ │ │ ├──> Adalberó († 1128), 
bisbe de Lieja

│ │ │ │ │
│ │ │ │ └──> Ida (1077 † 1107/1139)
│ │ │ │ X 1084 
Balduí II
 († 1098), 
comte d'Hainaut

│ │ │ │
│ │ │ ├──>Renyer (†1077)
│ │ │ └──>Gerberga
│ │ │
│ │ ├──>Rodolf, comte a Maasgau i a Haspengau
│ │ ├──>Lietard
│ │ │ │
│ │ │ │ Un dels dos fou pare de :
│ │ │ └──>
Guillem d'Hainaut
, senyor de Montfort-l'Amaury
│ │ │ │
│ │ │ └──> 
Casa de Montfort-l'Amaury

│ │ │
│ │ └──>NN X Nevelong († 953), comte a Biuwe 
│ │
│ └──>NN X 
Berenguer
, 
comte de Namur

│
└──>Albert, comte a Maasgau
```